# Megh Stock
Megh Stock, nome artístico de Marjorie Vieira Guarnieri, (São José dos Campos, 20 de setembro de 1979) é uma cantora brasileira. Alcançou sucesso nacional em 2006 como vocalista da banda Luxúria.
Em 2009, iniciou carreira solo e gravou o álbum Da Minha Vida Cuido Eu, mesclando rock com o blues e o jazz. Em dezembro de 2011, lança seu segundo álbum solo, Minha Mente Está em Seu Caos, o primeiro sem a presença de seu parceiro Luciano Dragão.

## Discografia
- (2006) Luxúria
- (2007) Zero KM (com Dibob, Emoponto, Ramirez e Seu Cuca) (também lançado em DVD)
- (2009) Da Minha Vida Cuido Eu
- (2011) Minha Mente Está em Seu Caos

### Participações em outros trabalhos
- (2007) Faixa “Estrela de Um Céu Nublado” do álbum Formidável Mundo Cão de Jay Vaquer
- (2016) Faixa “Legítima Defesa” do álbum Canções de Exílio de Jay Vaquer

## Prêmios e indicações
| Ano  | Prêmio                                    | Categoria      | Resultado | Ref.  |
| ---- | ----------------------------------------- | -------------- | --------- | ----- |
| 2007 | 14o Prêmio Multishow de Música Brasileira | Cantora do Ano | Indicado  | [ 5 ] |